# Łagiewniki-Borek Fałęcki (městská část)
Łagiewniki-Borek Fałęcki (polsky Dzielnica IX Łagiewniki-Borek Fałęcki, do 26. května 2066 Dzielnica IX Łagiewniki) je devátá městská část Krakova. Do roku 1990 spadala administrativně pod čtvrť Podgórze. K 31. prosinci 2014 zde žilo 14 859 obyvatel. Rozloha městské části činí 532,9 ha.

### Externí odkazy

Městská část IX Łagiewniki